# 守護之星4
守護者4（ガーディアンズ4）是早安家族的一個團體。Hello! Project於2009年4月3日於其官方網站公佈的成立。

## 成員
- 光井愛佳（早安少女組。）
- 熊井友理奈（Berryz工房）
- 菅谷梨沙子（Berryz工房）
- 中島早貴（℃-ute）

## 概要
- 她們負責主唱守護甜心!!心跳的片頭曲。
- 四人分別來自Hello! Project三個不同的團體。
- 他們所屬的唱片公司與Buono!及守護甜心EGG!一樣為波麗佳音。
- 成員光井愛佳和中島早貴是繼後再次被編入同一小組。

## 音樂

### CD

#### 單曲
1. （2009年5月27日）
  - c/w：
2. （2009年9月2日）
  - c/w：
3. （2009年11月18日）
  - c/w：
4. （2010年1月20日）
  - c/w：

### DVD

#### Single V
1. おまかせ♪ガーディアン（2009年6月10日）
2. School Days（2009年9月16日）
3. Party Time（2009年12月2日）
4. Going On!（2010年2月3日）

## 關連項目
- 守護甜心!
- 守護甜心EGG!
- Buono!

## 外部連結
- Hello! Project官網介紹